# Abuelas, una película sobre (y con) Abuelas de Plaza de Mayo
Abuelas, una película sobre (y con) Abuelas de Plaza de Mayo es una película documental argentina dirigida, escrita y producida por Cristian Arriaga.
La cinta fue nominada a mejor canción original por el tema Abuela escrita por Cristian Arriaga en la 71° edición de los Premios Cóndor de Plata.

## Sinopsis
Abuelas, una película sobre (y con) Abuelas de Plaza de Mayo intenta mostrar las historias de vida de mujeres que buscaban a sus nietos secuestrados y desaparecidos, a los que nunca conocieron y a los que buscaron y buscaron durante más de 40 años. En la película, las Abuelas de Plaza de Mayo cuentan sus historias en primera persona y hacen hincapié en que eran simplemente mujeres a las que les ocurrió algo extraordinario (extraordinariamente terrible) que cambió sus vidas para siempre. Juntas, llevan más de 40 años trabajando día tras día para encontrar a sus nietos y devolverles su verdadera identidad. 

## Apariciones
- Ángela Barili
- Ledda Barreiro
- Estela de Carlotto
- Emilce Flores
- Delia Giovanola
- Aída Kancepolski
- Buscarita Roa
- Rosa Tarlovsky de Roisinblit
- Berta Schubaroff
- Sonia Torres

## Premios y nominaciones
| Premio                  | Fecha              | Categoría              | Nominado | Resultado | Ref.  |
| ----------------------- | ------------------ | ---------------------- | -------- | --------- | ----- |
| Premios Cóndor de Plata | 22 de mayo de 2023 | Mejor canción original | Abuela   | Pendiente | [ 1 ] |